# Брутус (Нью-Йорк)
Брутус (англ. Brutus) — місто (англ. town) в США, в окрузі Каюга штату Нью-Йорк. Населення — 4314 особи (2020).

## Демографія
Згідно з переписом 2010 року, у місті мешкали 4464 особи в 1785 домогосподарствах у складі 1194 родин. Було 1916 помешкань
Расовий склад населення:
| - 97,2 % — білих - 0,4 % — корінних американців - 0,4 % — азіатів - 0,3 % — чорних або афроамериканців |

До двох чи більше рас належало 1,4 %. Частка іспаномовних становила 1,1 % від усіх жителів.
За віковим діапазоном населення розподілялося таким чином: 23,3 % — особи молодші 18 років, 62,4 % — особи у віці 18—64 років, 14,3 % — особи у віці 65 років та старші. Медіана віку мешканця становила 42,2 року. На 100 осіб жіночої статі у місті припадало 94,6 чоловіків;  на 100 жінок у віці від 18 років та старших — 92,4 чоловіків також старших 18 років.
Середній дохід на одне домашнє господарство  становив 70 796 доларів США (медіана — 56 940), а середній дохід на одну сім'ю — 78 254 долари (медіана — 65 714). Медіана доходів становила 54 141 долар для чоловіків та 36 393 долари для жінок. За межею бідності перебувало 6,2 % осіб, у тому числі 5,2 % дітей у віці до 18 років та 8,0 % осіб у віці 65 років та старших.
Цивільне працевлаштоване населення становило 2284 особи. Основні галузі зайнятості: освіта, охорона здоров'я та соціальна допомога — 23,9 %, виробництво — 15,6 %, роздрібна торгівля — 14,7 %.